# Avaliação educacional

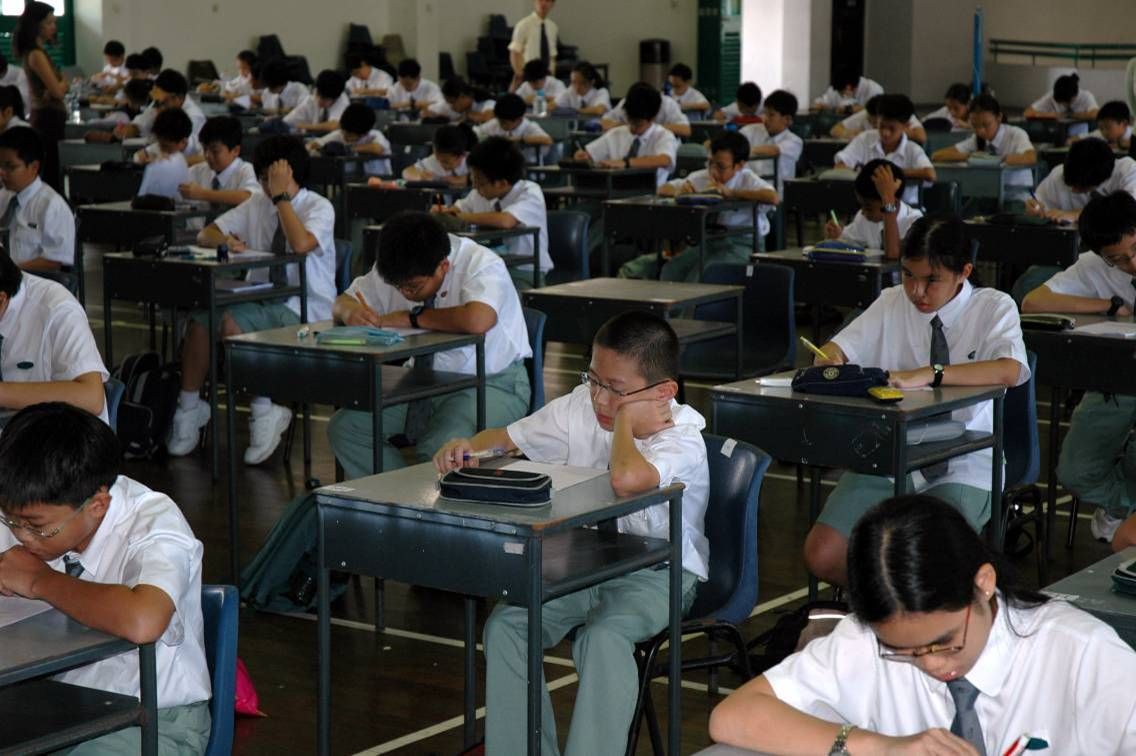
A prova escrita é o método mais comum pelo mundo de avaliação educacional

A avaliação educacional é uma tarefa didática necessária e permanente no trabalho do professor, ela deve acompanhar todos os passos do processo de ensino e aprendizagem. É através dela que vão sendo comparados os resultados obtidos no decorrer do trabalho conjunto do professor e dos alunos, conforme os objetivos propostos, a fim de verificar progressos, dificuldades e orientar o trabalho para as correções necessárias.
A avaliação é um elemento muito importante no processo de ensino e aprendizagem, porque é através dela que se consegue fazer uma análise dos conteúdos tratados num dado capítulo ou unidade temática. A avaliação reflete sobre o nível do trabalho do professor como do aluno, por isso a sua realização não deve apenas culminar com atribuição de notas aos alunos, mas sim deve ser utilizada como um instrumento de coleta de dados sobre o aproveitamento dos alunos. Esta, porém, determina o grau da assimilação dos conceitos e das técnicas/normas; ajudam o professor a melhorar a sua metodologia de trabalho, também ajuda os alunos a desenvolverem a autoconfiança na aprendizagem do aluno; determina o grau de assimilação dos conceitos.
A motivação do docente no ensino e a sua adequada formação deve dar o direito de  comunicar ou se expressar, representando algo que seja para a criança se comunicar a partir do vocabulário formal a partir de uma linguagem "normalizada" determinada pela sua evolução mental, com capacidades para descobrir, investigar, experimentar, aprender e fazer, aprofundando os seus conhecimentos no domínio da natureza e da sociedade.
Por outro lado, existem impasses enfrentados pelos professores ao lidar com a avaliação da aprendizagem na prática, principalmente após a pandemia do novo coronavírus e do ensino remoto emergencial que intensificou e precarizou o trabalho docente, dificultando os processos de avaliação.
A avaliação é um dos temas que mais provoca debates; os resultados insatisfatórios dos estudantes tendem a indicar evidências que denunciam inconsistências entre ensinar e aprender. A sua compreensão remete aos diversos estudos e debates no âmbito educacional e, além disso, as avaliações seguidas de reprovações podem estar relacionadas ao baixo desempenho e abandono escolar de um número expressivo de estudantes.

## Conceito
Segundo o professor Cipriano Carlos Luckesi, citado por LIBÂNEO (1991; p196) "a avaliação é uma apreciação qualitativa sobre dados relevantes do processo de ensino e aprendizagem que auxilia o professor a tomar decisões sobre o seu trabalho."
Para GOLIAS (1995; p90) a avaliação é "entendida como um processo dinâmico, continuo e sistemático que acompanha o desenrolar do ato educativo".
"avaliação é um processo contínuo de pesquisas que visa interpretar os conhecimentos, habilidades e atitudes dos alunos, tendo em vista mudanças esperadas no comportamento dos alunos, propostas nos objetivos, a fim de que haja condições de decidir sobre alternativas de planificação do trabalho e da escola como um todo"
PILETTII (1986; p190)
Segundo Ferrarotto, L. e dos Santos, C. M., a avaliação na escola capitalista molda as atitudes e o comportamento dos/as estudantes e vai além de analisar o nível de conhecimento destes, ela os controla. [...] Dito de outro modo, as relações estabelecidas em sala de aula podem excluir muito mais do que as avaliações formais (Freitas et al., 2009).
LIBÂNEO (1991; p196) define "avaliação como uma componente do processo de ensino que visa, através da verificação e qualificação dos resultados obtidos, a determinar a correspondência destes com os objetivos propostos e, daí, orientar a tomada de decisões em relação às atividades didáticas seguintes".
NÉRICI (1985; p449) "relaciona avaliação com a verificação de aprendizagem pois, para ele, a avaliação é o processo de atribuir valores ou notas aos resultados obtidos na verificação da aprendizagem".

## Objetivos da avaliação
Qualquer atividade que realizamos no dia a dia realizamo-lo com um certo objetivo, tal como outras actividades. Educar tem em vista determinados objetivos, que permitam o desenvolvimento do indivíduo como um todo; no domínio cognitivo, afetivo e psicomotor.
Num processo de avaliação são definidos objetivos específicos (componente interna) que correspondem a atividade que se deve observar na avaliação. Por exemplo na 8ª classe na disciplina de Desenho Técnico, o professor antes de elaborar um teste de desenho, primeiro deve definir os objectivos do que se espera relevantes aos objectivos gerais, onde os objectivos específicos podem ser expressos através de verbos restritos e operacionais, tais como:
- Traçar retas paralelas utilizando régua e esquadro;
- Dividir circunferências em 8 partes iguais.

A avaliação só é possível através de um bom planejamento. Sempre que o professor avalia o discente, necessita replanejar as aulas e usar novos métodos pedagógicos, dependendo das dificuldades apresentadas pelos alunos durante o processo de ensino e aprendizagem.

## Importância da avaliação
A importância da avaliação reside na sua função social e pedagógica. A avaliação tem a função diagnóstica psicopedagógica e didática.

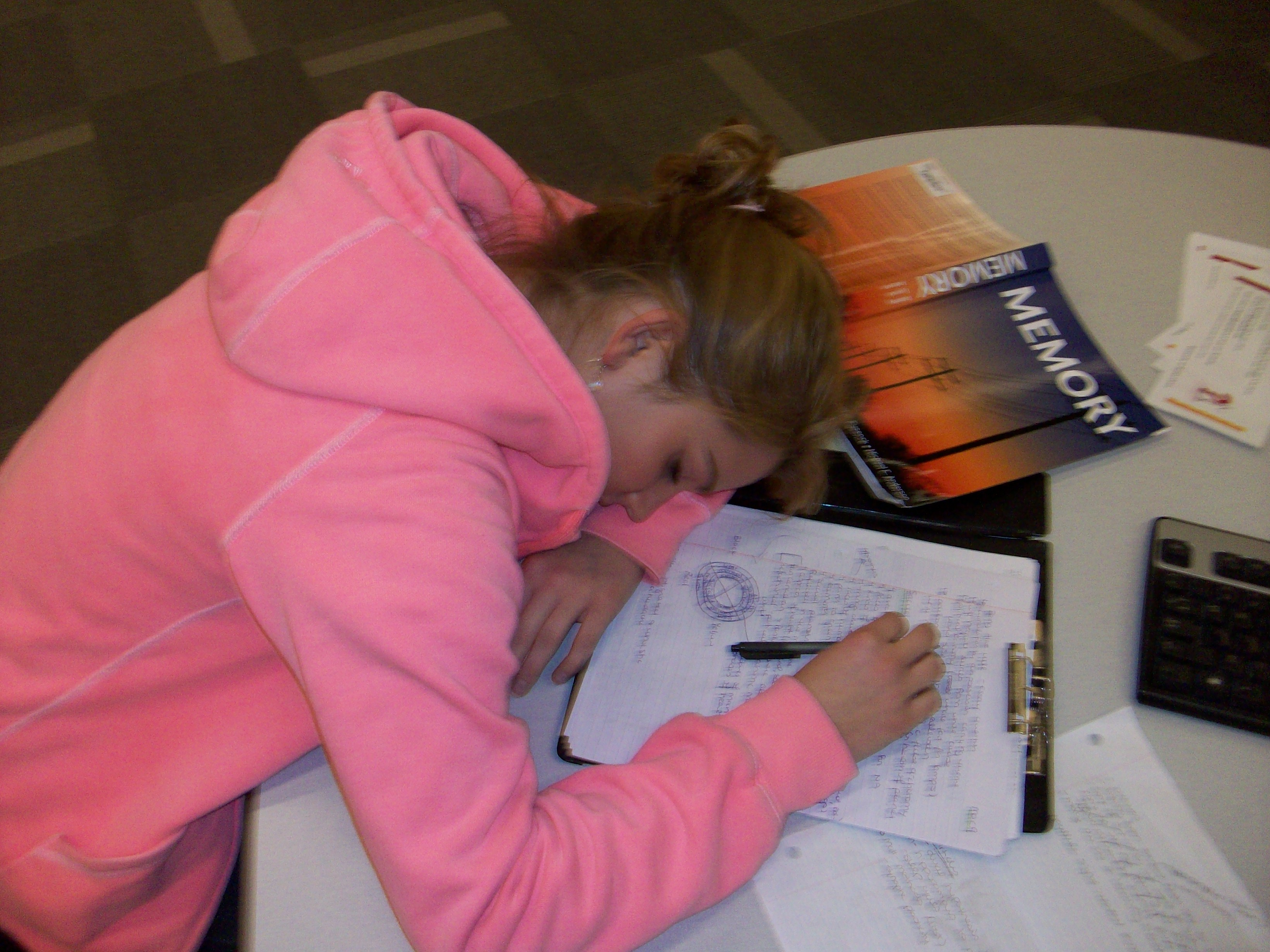
Cada aluno tem seu próprio método de entendimento, na qual o Professor deve lidar de um modo especial

- Diagnóstica - identifica as dificuldades do aluno e os conhecimentos prévios. Ajuda ao professor a constatar as falhas no seu trabalho e a decidir a passagem ou não para uma nova unidade temática. Também ajuda o aluno a realizar um esforço de sinetes das diferentes partes do programa do ensino, criar hábitos de trabalho independente e consciencializar o grau consecutivo dos objectivos atingidos após um período de trabalho.
- Pedagogico-Didática – refere-se ao papel da avaliação no cumprimento dos objetivos gerais e específicos da educação escolar. Permite um reajustamento com vista à prossecução dos objectivos pedagógicos pretendidos, ao mesmo tempo favorece uma atitude mais responsável do aluno em relação ao estudo, assumindo-o como um dever social; contribui para a avaliação para correcção de erros de conhecimentos e habilidades e o desenvolvimento de capacidades cognitivas.

Função de Controle - controla o PEA, exigindo mais dos professores, pois a observação visa investigar, identificar os factores do ensino, fazendo com que o professor se adapte aos diferentes comportamentos dos alunos. Permite que haja um controle contínuo e sistemático no processo de interacção professor - alunos no decorrer das aulas.

## Características da avaliação educacional
- Reflete a unidade: objetivo/conteúdo/método: o aluno precisa saber para o que estão trabalhando e no que estão sendo avaliados e quais serão os métodos utilizados.
- Revisão do plano de ensino: ajuda a tornar mais claro os objetivos que se quer atingir, onde o professor à medida que vai ministrando os conteúdos vai elucidando novos caminhos, ao observar os seus alunos, o que possibilitará tomar novas decisões para as atividades subsequentes.
- Desenvolve capacidades e habilidades: uma vez que o objetivo do processo ensino e aprendizagem é que todos os alunos desenvolvam as suas capacidades físicas e intelectuais, sua criticidade para a vida em sociedade
- Ser objetiva: deve garantir e comprovar os conhecimentos realmente assimilados pelos alunos, de acordo com os objectivos e os conteúdos trabalhados.
- Promove a auto percepção do professor:  permite ao professor responder questões como: Os meus objectivos são claros? Os conteúdos são acessíveis, significativos e bem dosados? Os métodos são os mais apropriados aos meus "clientes"? Auxilio bem os que apresentam dificuldades de aprendizado?[9]

## Tarefas da avaliação
Nos diversos momentos do PEA são tarefas da avaliação as seguintes:
Conhecer o aluno
Pode-se orientar e guiar o aluno no processo educativo avaliando-o, para melhor conhecer a sua personalidade, atitude, aptidões, interesses e dificuldades, para estimular o sucesso de todos.
Verificar os ritmos de progresso do aluno
É a coleta de dados sobre o aproveitamento dos alunos através de provas, exercícios ou de meios auxiliares, como observação do desempenho e entrevista, para verificar se houve um progresso do aluno desde o ponto de partida da aprendizagem até ao momento. O professor pode organizar um caderno para anotar a progressão dos alunos em cada período.
Detectar as dificuldades de Aprendizagem
Ao avaliar, o professor pode detectar algumas dificuldades dos alunos. Também pode apontar as dificuldades no mesmo caderno. Por exemplo, o Carlos  tem "problemas na representação do afastamento ou cota de um ponto", escreve correctamente e conhece bem a Gramática. Este registo deve ser acompanhado de modo a superar as dificuldades.
Orientar a aprendizagem
Os resultados obtidos pela avaliação devem ser utilizados para corrigir, melhorar e completar o trabalho. Com base nesses resultados deve, na medida do possível, adequar o ensino de forma que a aprendizagem se torne mais fácil e eficaz.

## Etapas da avaliação
Durante o PEA podemos encontrar as seguintes etapas:
- Determinar o que vai ser avaliado;
- Estabelecer os critérios e as condições para a avaliação;
- Seleccionar as técnicas e instrumentos de avaliação;
- Realizar a aferição dos resultados.

## Métodos de avaliação
Existem várias técnicas e instrumentos de avaliação:
- Para a avaliação diagnóstica, como técnica pode se utilizar o pré-teste, a ficha de observação ou qualquer instrumento elaborado pelo professor  para melhor controle.
- Para avaliação sumativa, encontramos os dois instrumentos mais utilizados que são as provas objectivas e subjectivas. Para o caso concreto da disciplina de  biologia deve-se utilizar as provas objectivas, que se apresentam com maior clareza, objectividade e precisão – são directas.
- Para avaliação formativa, temos como técnicas a observação de trabalhos, os exercícios práticos, provas, etc.

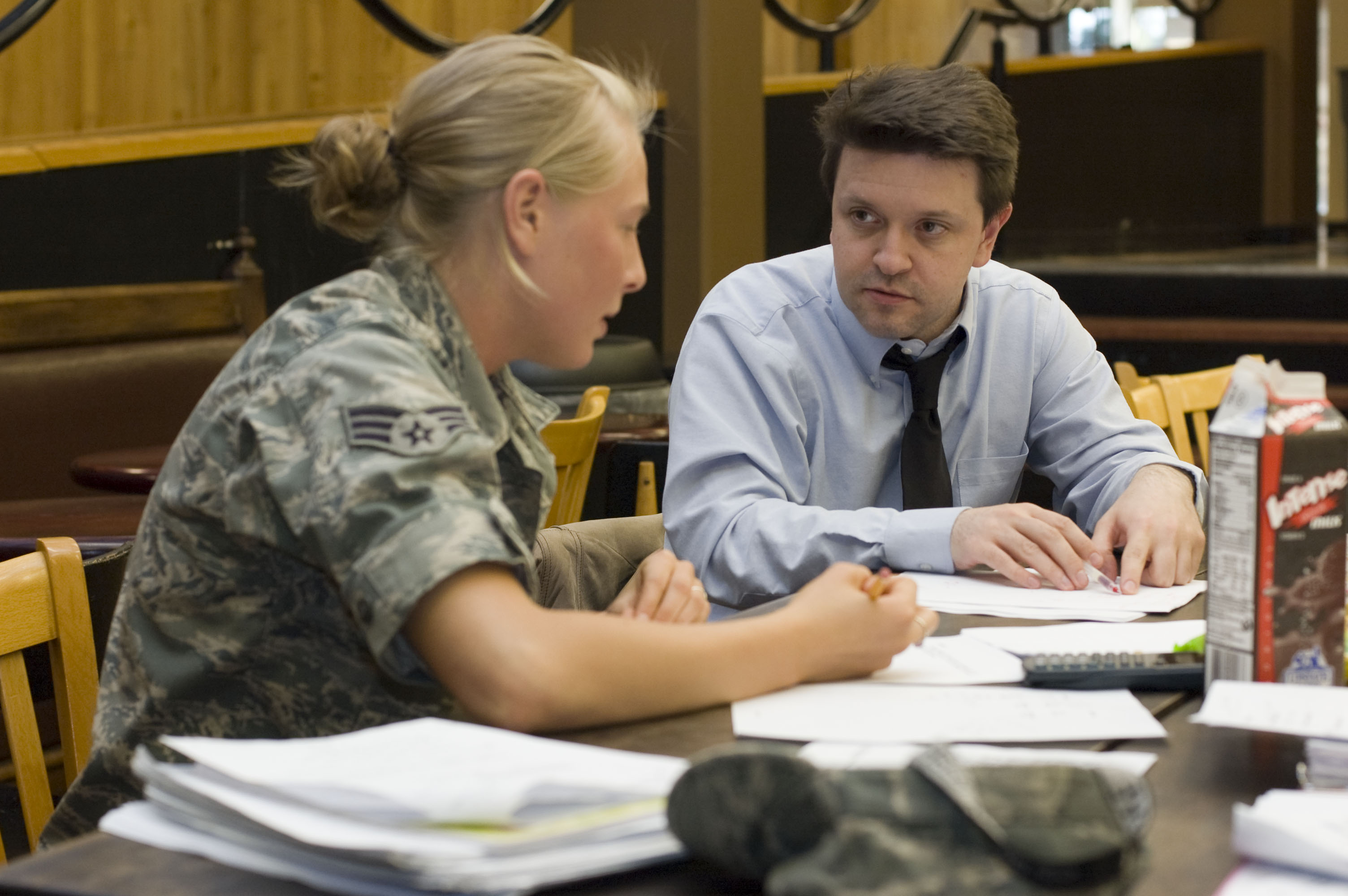
Avaliando o próprio aluno reflete sobre o seu entendimento

### Tipos de avaliação
Avaliação diagnóstica
Este tipo de avaliação realiza-se no início do curso, do ano letivo, do semestre ou trimestre, da unidade ou de um novo tema e pretende verificar o seguinte:
- Identificar alunos com padrão aceitável de conhecimentos;
- Constata deficiências em termos de pré-requisitos;
- Constata particularidades.

Avaliação formativa
Método avaliativo que ocorre ao longo do ano letivo. É através desta avaliação que se faz o acompanhamento progressivo do aluno; ajuda o aluno a desenvolver as capacidades cognitivas, ao mesmo tempo fornece informações sobre o seu desempenho.
- Informa sobre os objetivos se estão ou não a ser atingidos pelos alunos;
- Identifica obstáculos que estão a comprometer a aprendizagem;
- Localiza deficiência e/ou dificuldades na aprendizagem.

Avaliação somativa
Método avaliativo tradicional que classifica os alunos no fim de um semestre ou trimestre, do curso, do ano letivo, segundo os níveis de aproveitamento de cada um. Compara o desempenho dos alunos diante dos objetivos propostos, com intenção de categorizá-los de acordo os resultados obtidos.

### Tipos de testes
A verificação e a quantificação (avaliação) dos resultados de aprendizagem no início, durante e no final das unidades visam a sempre diagnosticar e superar dificuldades, corrigir falhas e estimular os alunos para que continuem se dedicando aos estudos. Sendo uma das funções da avaliação determinar o quanto e em que nível de qualidade estão sendo atingidos os resultados. Durante o desenvolvimento da aula acompanha-se o rendimento dos alunos por meio de exercícios, estudos dirigidos, trabalhos em grupo, observação do comportamento, conversas, recordação da matéria, são aplicadas provas ou testes de aproveitamento.
Provas orais
Realizam-se na base do diálogo entre professor e o aluno, obedecendo os seguintes critérios:
- Criar condições favoráveis para que os alunos se sintam à vontade.
- Criar uma conversa amigável com o aluno para que ele se sinta à vontade.
- Feita a pergunta, deve-se dar tempo para que esta seja objecto de reflexão.
- O professor deve fazer perguntas claras precisas, diretas e formuladas de maneira pensada.

Provas escritas
Estas provas podem ser usadas em qualquer aula no início da aula seguinte para o professor certificar-se sobre o que o aluno aprendeu e então, saber que rumo dar aos trabalhos da nova aula. Se é para repetir, rectificar ou prosseguir, dependendo da situação vivida no momento quando ao saber, saber fazer e saber ser, estar nos alunos; por conseguinte, as provas  escritas frequentemente utilizadas são: ACS, ACP, ACF e Exame Final, dependendo ainda delas a atribuição de notas ou classificação, quais vão determinar a aprovação  e reprovação do aluno.
Provas práticas
Neste tipo de prova o aluno e posto diante duma situação problemática que há de ser resolvido por uma realização material, um conhecimento de elementos visuais. Este tipo de provas é característico do Desenho Técnico.

## Modelo tradicional e adequado da avaliação
Gadotti (1990 – Op. Cit.) diz que a avaliação é essencial à educação, inerente e indissociável enquanto concebida como problematização, questionamento, reflexão, sobre a ação.
Entende-se que a avaliação não pode morrer. Ela se faz necessária para que possamos refletir, questionar e transformar nossas ações.
O mito da avaliação é decorrente de sua caminhada histórica, sendo que seus fantasmas ainda se apresentam como forma de controle e de autoritarismo por diversas gerações. Acreditar em um processo avaliativo mais eficaz é o mesmo que cumprir sua função didático-pedagógica de auxiliar e melhorar o ensino/aprendizagem.
A forma como se avalia, segundo Luckesi (2002), é crucial para a concretização do projeto educacional.
É ela que sinaliza aos alunos o que o professor e a escola valorizam. O autor, na tabela da página a seguir, traça uma comparação entre a concepção tradicional de avaliação com uma mais adequada a objetivos contemporâneos, relacionando-as com as implicações de sua adoção.

### Comparação dos dois modelos de avaliação
Visão tradicional
- Ação individual e competitiva
- Concepção classificatória
- Apresenta um fim em si mesma
- Postura disciplinadora e diretiva do professor
- Privilégio à memorização
- Pressupõe a dependência do aluno.

Modelo adequado
- Ação coletiva e consensual
- Concepção investigativa e reflexiva
- Atua como mecanismo de diagnóstico da situação
- Postura cooperativa entre professor e aluno
- Privilégio à compreensão
- Incentiva a conquista da autonomia do aluno.

## Avaliação das aprendizagens sob a ótica dos pesquisadores
As últimas duas décadas foram marcadas por relevantes acontecimentos no campo da educação que, conforme Teodoro et al, correspondem a dois marcos político-legais que influenciaram diretamente para novas produções acadêmicas sobre avaliação das aprendizagens: a implementação do ensino de nove anos e a construção da Base Nacional Comum Curricular (BNCC).
A pesquisa demonstrou que esses dois eventos provocaram uma renovação nas discussões científicas no que tange à avaliação das aprendizagens, evidenciando o quão impactante são essas duas medidas políticas tanto para a evolução conceitual quanto para a identificação de novos caminhos que pudessem sinalizar ou materializar uma avaliação formativa.
É notório que os estudos de Teodoro et al demonstram a relação intrínseca entre política e educação, de modo que as concepções oriundas dos textos legais são identificadas na prática efetiva dos educadores. Sendo assim, o movimento de transformação das práticas avaliativas e o que é exigido pelos documentos legais, muitas vezes, conflitam com a avaliação formativa, a qual deve ser o novo caminho encontrado pelos professores na formação docente, sendo protagonista nessa ação modificadora.